# Antialcidas
Antialcidas Nikephoros (Tiếng Hy Lạp: Ἀντιαλκίδας ὁ Νικηφόρος, "người chiến thắng") là một vị vua Ấn-Hy Lạp, thuộc triều đại Eucratides, ông cai trị từ kinh đô đặt tại Taxila. Bopearachchi đã đề xuất rằng ông trị vì vào khoảng năm 115-95 TCN ở phần phía tây của vương quốc Ấn-Hy Lạp, trong khi RC Senior cho rằng ông lên ngôi khoảng năm 130-120 TCN và cũng ở miền đông Punjab(có lẽ chính xác hơn vì được hỗ trợ bởi những phát hiện tiền xu). Tuy nhiên Senior không tin rằng ông cai trị cùng thời với Lysias.

## Phả hệ
Antialcidas có thể là một người họ hàng của vị vua Bactria Heliocles I, nhưng đã cai trị sau khi vương quốc Bactria sụp đổ. Một số các vị vua sau này có thể liên quan đến Antialcidas: Heliokles II, Amyntas, Diomedes và Hermaeus tất cả đều có tiền xu với cách thể hiện tương tự.

## Ghi chép của Heliodorus
Mặc dù không có ghi chép đối với lịch sử Ấn-Hy Lạp vào thời kì cuối, Antialcidas được biết đến từ một văn bản ghi lại trên một trụ cột (trụ cột Heliodoros), được dựng lên bởi Heliodorus, sứ thần của ông tại triều đình của vua Sunga Bhagabhadra ở Vidisha, gần Sanchi.
Những chữ khắc ghi lại:
"Cây cột Garuda này đã được dựng lên theo lệnh của Bhagavata... Heliodoros, con trai của Dion, một người đàn ông của Taxila, một sứ thần Hy Lạp đến từ vua Antialkidas, tới vua Bhagabhadra, con trai của công chúa từ Benares, vị cứu tinh, trong suốt thời kỳ thịnh vượng trong năm mười bốn dưới triều đại của ngài. "

## Tiền xu

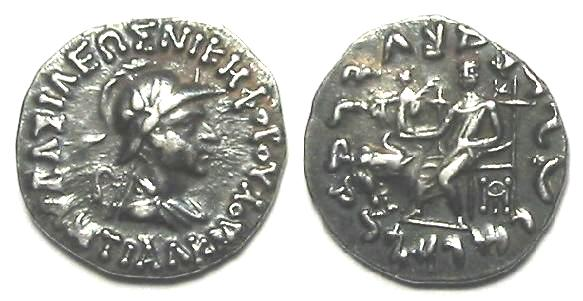
Đồng drama bạc của vua Antialcidas.
Trái: Hình bán thân của Antialcidas đang đội mũ, với dòng chữ Hy Lạp BASILEOS NIKEPHOROU ANTIALKIDOU "[Tiền] của vua Antialcidas Người chiến thắng".
Phải: Thần Zeus đang ngồi tay câm cây vương trượng lá sen, tay kia thì có Nike đang đứng, đang cầm một vòng hoa đeo lên đầu một con voi con. Dòng chữ Kharoshti: MAHARAJASA JAYADHARASA ANTIALIKITASA "Vua Antialcidas Người chiến thắng".

Ngoài ra, Antialcidas còn được biết đến thông qua lượng tiền xu dồi dào của ông. Ông đã ban hành một số loại bạc song ngữ Ấn Độ với phong cách: đội vương miện, đội một chiếc mũ sắt với sừng bò hay một kausia phẳng. Ông cũng thể hiện mình đang phóng một ngọn giáo.
Ở phía bên kia đồng tiền của ông là hình thần Zeus đang ngồi, thường đi kèm với Nike, người đã ban tặng một vòng hoa mừng chiến thắng cho một con voi con đeo một cái chuông quanh cổ. Theo một số diễn giải (Grousset), con voi con có thể tượng trưng cho Đức Phật Siddhartha Gautama, người đã hóa thân vào bào thai trong bụng của mẹ ông, nữ hoàng Maya, dưới dạng một con voi, một cảnh thường được mô tả trong nghệ thuật Hy Lạp-Phật giáo. Trong trường hợp đó cảnh trên đồng tiền sẽ đại diện cho một chiến thắng của Phật giáo. Theo cách diễn giải khác hình ảnh con voi là biểu tượng của thành phố Taxila.